# Raiffeisenbank Grimma
Die Raiffeisenbank Grimma eG ist eine Genossenschaftsbank mit Sitz in der sächsischen Stadt Grimma im Landkreis Leipzig.

## Geschichte
Die heutige Raiffeisenbank Grimma eG wurde im Jahr 1990 als Nachfolgerin der ehemaligen Bäuerlichen Handelsgenossenschaften der DDR aus Colditz und Grimma und der Genossenschaftsbank Grimma eG neu gegründet.

## Rechtsverhältnisse
Die Raiffeisenbank Grimma eG ist im Genossenschaftsregister beim Amtsgericht Leipzig unter GnR 320 eingetragen.

## Organisationsstruktur
Rechtsgrundlagen sind das Genossenschaftsgesetz und die durch die Vertreterversammlung beschlossene Satzung. Organe der Bank sind der Vorstand, der Aufsichtsrat und die Vertreterversammlung.

## Sicherungseinrichtung
Die Raiffeisenbank Grimma eG ist der amtlich anerkannten Sicherungseinrichtung des Bundesverbandes der Deutschen Volksbanken und Raiffeisenbanken GmbH und der zusätzlichen freiwilligen Sicherungseinrichtung des Bundesverbandes der Deutschen Volksbanken und Raiffeisenbanken e.V. angeschlossen.

## Geschäftsausrichtung
Die Raiffeisenbank Grimma eG betreibt das Universalbankgeschäft. Im Verbundgeschäft arbeitet sie mit der DZ Bank, R+V Versicherung, Bausparkasse Schwäbisch Hall, Teambank, VR Leasing,  DZ Hyp und der Union Investment zusammen.

## Geschäftsgebiet
Das Geschäftsgebiet liegt im Osten des Landkreises Leipzig.
An diesen Orten betreibt die Bank Filialen:
- Grimma (Hauptstelle, jur. Sitz + 2 weitere Geschäftsstellen + 1 SB-GS)
- Colditz (Geschäftsstelle)
- Naunhof (Geschäftsstelle)

Ebenfalls in Grimma mit sich angrenzendem Geschäftsgebiet ist die Volks- und Raiffeisenbank Muldental eG ansässig.